# FIFA-wereldranglijst mannen
De FIFA-wereldranglijst mannen is sinds december 1992 een ranglijst om uit te drukken welk nationaal mannenvoetbalteam zich onofficieel de sterkste van de wereld mag noemen. De ranglijst is samengesteld door middel van het combineren van alle gespeelde interlandwedstrijden, zowel kwalificatiewedstrijden, vriendschappelijke wedstrijden alsook wedstrijden op internationale toernooien.

## Historiek puntenberekening
Tot 2006 was het systeem gebaseerd op bonuspunten, deze werden verkregen wanneer een land won van een land dat hoger op de ranglijst stond. De resultaten over de laatste acht jaar telden mee, waarbij recentere resultaten zwaarder wogen dan de oudere.
Van 12 juli 2006 (de eerste editie van de nieuwe ranglijst ná het wereldkampioenschap voetbal 2006) tot juli 2018 hanteerde de FIFA een nieuw systeem.
De resultaten werden niet langer over acht jaar, maar over de laatste vier jaar meegeteld volgens de volgende methodiek:
- Bij winst kreeg men 3 punten, bij gelijkspel 1 punt en bij verlies 0 punten.
- Vermenigvuldigd met het belang van de wedstrijd (beginnend bij één punt voor een vriendschappelijke wedstrijd, oplopend tot vier punten voor een wedstrijd op het wereldkampioenschap)
- Vermenigvuldigd met de sterkte van de tegenstander (gebaseerd op de FIFA-ranglijst volgens de formule (200 minus plaats op de ranglijst); de nummer 2 heeft dus het coëfficiënt 198 en de nummer 118 de factor 82). Uitzonderingen hierop zijn dat de nummer 1 meetelt voor 200 en de nummers 150 en lager hebben een coëfficiënt van 50.
- Vermenigvuldigd met de gemiddelde waarde van de sterkte van de confederaties waar beide teams toe behoorden. Elke confederatie had een waarde tussen 0,85 en 1,0 gebaseerd op de prestaties tijdens de laatste drie wereldkampioenschappen.
- Dus als een team won op het WK van de nummer 1, was het aantal punten:
3 x 4 x 200 x 1 = 2400
- Het aantal behaalde punten werden bij elkaar opgeteld en op het eind van het kalender jaar gedeeld door het aantal interlands.

## Actuele puntenberekening
Vanaf juli 2018 (de eerst ranglijst ná het wereldkampioenschap voetbal 2018) hanteerde de FIFA een nieuw systeem. Omdat er al jaren kritiek was op het berekenen van de FIFA ranking, heeft de FIFA besloten om op 10 juni 2018 een nieuwe rekenmethode te introduceren, die vanaf de ranglijst in juli zou meetellen. Deze rekenmethode wordt ook wel de ‘SUM formula’ genoemd. De ‘SUM formula’ is gebaseerd op de Elo-rating, komt ter vervanging van de oude berekeningswijze, die sinds 2006 geldig was. Voorafgaand aan dit besluit heeft de FIFA 2 jaar studie en onderzoek gedaan naar een betere en eerlijkere berekening van de FIFA ranking. Omdat de ranglijst mede bepalend is voor de loting van toekomstige toernooien, was het de FIFA er veel aangelegen om tot een betere ranking te komen. Met de nieuwe methodiek is er “minder ruimte voor het manipuleren van de ranking en zijn er gelijke kansen voor alle teams”, aldus FIFA.
Zo krijgen landen binnen de nieuwe rekenwijze, meer ruimte om vriendschappelijke wedstrijden te spelen, zonder dat direct hun ranking wordt aangetast.
Per gespeelde wedstrijd kan het puntenaantal voor de FIFA ranking veranderen. Het puntenaantal voor de FIFA ranking bestaat uit het huidige aantal FIFA ranking punten voorafgaand aan de wedstrijd, waaraan het FIFA puntenaantal dat in een wedstrijd behaald (kan negatief zijn) wordt, wordt toegevoegd.
Formule: P = Pvooraf + I * (W – Wverwacht)
| P         | Puntenaantal FIFA ranking |
| Pvooraf   | Puntenaantal FIFA ranking voorafgaand aan de wedstrijd |
| I         | Wegingsfactor belang van de wedstrijd (0.5 tot 6.0) - Vriendschappelijke wedstrijd (buiten IMCW: I=0.5; binnen IMCW: I=1.0. IMCW=International Match Calendar Window); - Nations League (groepsfase: I=1.5; play-offs/finales: I=2.5); - Kwalificatiewedstrijden voor eindronde FIFA WK of eindronde van een Confederations toernooi zoals Europees Kampioenschap of Africa Cup (I=2.5); - Eindronde Confederations toernooi, bijvoorbeeld EK of Africa Cup (tot kwartfinale: I=3.5; vanaf kwartfinale: I=4.0); - Eindronde FIFA WK (tot kwartfinale: I=5.0; vanaf kwartfinale: I=6.0). |
| W         | Resultaat van de wedstrijd (winst: W=1; gelijkspel: W=0.5; verlies: W=0) |
| Wverwacht | Vooraf verwachte resultaat van de wedstrijd (1 /(10*(-vf/600) + 1)) - vf = verschil in FIFA ranking punten tussen beide teams, voorafgaand aan de wedstrijd: [Pvooraf team A – Pvooraf team B] |

Aanvullende bepalingen:
- In het geval dat de wedstrijd eindigt in een Penalty Shoot Out wordt de W-factor afwijkend bepaald. Een nederlaag wordt als een gelijkspel gezien en een overwinning als een ‘halve overwinning’. De W-factor wordt dan: winnende team: factor W=0.75; verliezende team: factor W=0.5.
- Als een team negatieve punten verzamelt in een knock-outronde of eindronde, worden deze geschrapt. Negatieve punten kunnen ontstaan als een team verliest, of zelfs wint na een Penalty Shoot Out, van een lager geplaatst team.

## Noteringen

### Aruba
De hoogste positie van Aruba was 112 in november 2015, de laagste positie was 202 in februari 2008.

### België
De hoogste positie van België is de eerste plaats. Deze werd voor het eerst bereikt op 5 november 2015. België sloot het kalenderjaar 2015 af op de eerste plaats en werd hierdoor FIFA-team van het jaar 2015. België nam voor een tweede maal de hoogst mogelijke positie in vanaf 20 september 2018, en speelde deze niet meer kwijt tot maart 2022. Hierdoor is het tevens FIFA-team van het jaar 2018, 2019, 2020 en 2021 geworden. Hiermee is België het derde beste land in de geschiedenis van de FIFA-wereldranglijst.
De laagste positie was 71 in juni 2007.

### Congo-Kinshasa
In juni 1997 verscheen Congo-Kinshasa voor het eerst in de lijst, op de 76e plaats. Hun beste positie ooit was in juli en augustus 2017, op de 28e plaats. Zes jaar eerder, in oktober 2011, stonden ze op hun slechtste positie ooit, namelijk de 133e plaats.

### Curaçao
In maart 2011 stond Curaçao voor het eerst in de lijst, op de 146e plaats. Hun hoogste plaats was 68 in juli 2017. De laagste plaats is 183 in juli 2014.

### Nederland
De hoogste positie van Nederland is de eerste plaats. Deze werd één keer bereikt, op 24 augustus 2011. Hiervoor stond Nederland meermaals op de tweede plaats: in 1993, 1994, 2005, 2009, 2010 en 2011. In augustus 2017 bereikte Nederland zijn laagste positie ooit, de 36e plaats.

### Nederlandse Antillen
De hoogste positie voor de Nederlandse Antillen was 118 in juni 1995. De laagste positie was 188 in december 2003. In februari 2011 stonden de Nederlandse Antillen voor de laatste keer in de lijst. Hierna werd hun positie vervangen door Curaçao.

### Suriname
De hoogste positie van Suriname was 84 in augustus 2008, de laagste was 191 in december 2015.

## Lijstleiders
Tot nu toe hebben 8 landen de FIFA-wereldranglijst aangevoerd. Duitsland debuteerde in augustus 1993. Een maand later volgde Brazilië Duitsland op. In november datzelfde jaar kwam Italië voor het eerst aan de top, maar een maand later ging Duitsland weer naar de eerste positie. Deze positie hield het 5 maanden vast, tot Brazilië weer naar boven kwam. Duitsland wisselde twee maanden later weer van positie met Brazilië, maar nadat Brazilië het WK voetbal 1994 won, ging het tot en met april 2001 aan de leiding. Daarna werd Frankrijk het vierde land aan kop van de FIFA-wereldranglijst. In juli 2002 ging Brazilië weer aan kop voor bijna vierenhalf jaar nadat het het WK voetbal 2002 won. Pas in februari 2007 kwam Italië voor een maand aan kop, gevolgd door Argentinië, dat voor het eerst op de nummer 1-positie stond. Een maand later kwam Italië weer op kop. In juli ging Brazilië weer aan kop, gevolgd in september door Italië. Een maand later kwam Argentinië vervolgens weer aan kop, tot en met juli 2008, waarna Spanje het EK voetbal 2008 won en het voor het eerst in de leidende positie mocht schitteren. Vanaf juli 2009, toen Brazilië terugkeerde na de winst van de FIFA Confederations Cup 2009, wisselden Spanje en Brazilië elkaar af aan kop van het klassement. In november 2009 was het Spanje, in april 2010 Brazilië, en vanaf het WK van 2010 opnieuw Spanje, met uitzondering van augustus 2011 toen Nederland eerste stond, tot aan het WK van 2014.
Door de overwinning op het WK van 2014 stond Duitsland een jaar aan de leiding. In juli 2015 nam Argentinië de koppositie over. Na een gestage klim die begon in 2009 klom het voetbalelftal uit België voor het eerst naar de leiding in november 2015, die het in april 2016 terug verloor aan Argentinië. In april 2017 nam Brazilië de koppositie over. Tussen juli 2017 en juni 2018 was Duitsland de lijstaanvoerder, op uitzondering van augustus 2017 toen Brazilië de koppositie had. 
Na het gewonnen Wereldkampioenschap voetbal 2018 nam Frankrijk in juli 2018 de leiding, met België (3de plaats op het WK) als naaste achtervolger. In september 2018 nam België opnieuw het voortouw na de dubbele winst in de eerste ronde van de nieuwe UEFA Nations League. Vanaf 31 maart 2022 werd het terug Brazilie na zege tegen Bolivia.

## Top 20 van de ranglijst per 19 december 2024
| Pos                            | +/-     | Land             | Punten  |
| ------------------------------ | ------- | ---------------- | ------- |
| 1                              | Stabiel | Argentinië       | 1867,25 |
| 2                              | Stabiel | Frankrijk        | 1859,78 |
| 3                              | Stabiel | Spanje           | 1853,27 |
| 4                              | Stabiel | Engeland         | 1813,81 |
| 5                              | Stabiel | Brazilië         | 1775,85 |
| 6                              | Stabiel | Portugal         | 1756,12 |
| 7                              | Stabiel | Nederland        | 1747,55 |
| 8                              | Stabiel | België           | 1740,62 |
| 9                              | Stabiel | Italië           | 1731,51 |
| 10                             | Stabiel | Duitsland        | 1703,79 |
| 11                             | Stabiel | Uruguay          | 1695,91 |
| 12                             | Stabiel | Colombia         | 1694,44 |
| 13                             | Stabiel | Kroatië          | 1691,59 |
| 14                             | Stabiel | Marokko          | 1688,18 |
| 15                             | Stabiel | Japan            | 1652,79 |
| 16                             | Stabiel | Verenigde Staten | 1645,48 |
| 17                             | Stabiel | Senegal          | 1637,25 |
| 18                             | Stabiel | Iran             | 1635,31 |
| 19                             | Stabiel | Mexico           | 1627,40 |
| 20                             | Stabiel | Zwitserland      | 1625,16 |
| Complete ranglijst op fifa.com |         |                  |         |

## FIFA-team van het jaar
Team van het jaar wordt gegeven aan het team dat op het einde van elk kalenderjaar de eerste plaats van de ranglijst inneemt. 
| Jaar | Eerste plaats | Tweede plaats | Derde plaats |
| ---- | ------------- | ------------- | ------------ |
| 1993 | Duitsland     | Italië        | Brazilië     |
| 1994 | Brazilië      | Spanje        | Zweden       |
| 1995 | Brazilië      | Duitsland     | Italië       |
| 1996 | Brazilië      | Duitsland     | Frankrijk    |
| 1997 | Brazilië      | Duitsland     | Tsjechië     |
| 1998 | Brazilië      | Frankrijk     | Duitsland    |
| 1999 | Brazilië      | Tsjechië      | Frankrijk    |
| 2000 | Brazilië      | Frankrijk     | Argentinië   |
| 2001 | Frankrijk     | Argentinië    | Brazilië     |
| 2002 | Brazilië      | Frankrijk     | Spanje       |
| 2003 | Brazilië      | Frankrijk     | Spanje       |
| 2004 | Brazilië      | Frankrijk     | Argentinië   |
| 2005 | Brazilië      | Tsjechië      | Nederland    |
| 2006 | Brazilië      | Italië        | Argentinië   |
| 2007 | Argentinië    | Brazilië      | Italië       |
| 2008 | Spanje        | Duitsland     | Nederland    |
| 2009 | Spanje        | Brazilië      | Nederland    |
| 2010 | Spanje        | Nederland     | Duitsland    |
| 2011 | Spanje        | Nederland     | Duitsland    |
| 2012 | Spanje        | Duitsland     | Argentinië   |
| 2013 | Spanje        | Duitsland     | Argentinië   |
| 2014 | Duitsland     | Argentinië    | Colombia     |
| 2015 | België        | Argentinië    | Spanje       |
| 2016 | Argentinië    | Brazilië      | Duitsland    |
| 2017 | Duitsland     | Brazilië      | Portugal     |
| 2018 | België        | Frankrijk     | Brazilië     |
| 2019 | België        | Frankrijk     | Brazilië     |
| 2020 | België        | Frankrijk     | Brazilië     |
| 2021 | België        | Brazilië      | Frankrijk    |
| 2022 | Brazilië      | Argentinië    | Frankrijk    |
| 2023 | Argentinië    | Frankrijk     | Engeland     |

## Ranglijst
| Team       | Eerste plaats                                                                     | Tweede plaats                                            | Derde plaats                     |
| ---------- | --------------------------------------------------------------------------------- | -------------------------------------------------------- | -------------------------------- |
| Brazilië   | 13 (1994, 1995, 1996, 1997, 1998, 1999, 2000, 2002, 2003, 2004, 2005, 2006, 2022) | 5 (2007, 2009, 2016, 2017, 2021)                         | 5 (1993, 2001, 2018, 2019, 2020) |
| Spanje     | 6 (2008, 2009, 2010, 2011, 2012, 2013)                                            | 1 (1994)                                                 | 3 (2002, 2003, 2015)             |
| België     | 5 (2015, 2018, 2019, 2020, 2021)                                                  | 0                                                        | 0                                |
| Duitsland  | 3 (1993, 2014, 2017)                                                              | 6 (1995, 1996, 1997, 2008, 2012, 2013)                   | 4 (1998, 2010, 2011, 2016)       |
| Argentinië | 3 (2007, 2016, 2023)                                                              | 4 (2001, 2014, 2015, 2022)                               | 5 (2000, 2004, 2006, 2012, 2013) |
| Frankrijk  | 1 (2001)                                                                          | 9 (1998, 2000, 2002, 2003, 2004, 2018, 2019, 2020, 2023) | 4(1996, 1999, 2021, 2022)        |
| Nederland  | 0                                                                                 | 2 (2010, 2011)                                           | 3 (2005, 2008, 2009)             |
| Italië     | 0                                                                                 | 2 (1993, 2006)                                           | 2 (1995, 2007)                   |
| Tsjechië   | 0                                                                                 | 2 (1999, 2005)                                           | 1 (1997)                         |
| Zweden     | 0                                                                                 | 0                                                        | 1 (1994)                         |
| Colombia   | 0                                                                                 | 0                                                        | 1 (2014)                         |
| Portugal   | 0                                                                                 | 0                                                        | 1 (2017)                         |
| Engeland   | 0                                                                                 | 0                                                        | 1 (2023)                         |